# 河口瑶族自治县
河口瑶族自治县，簡稱河口縣，是中华人民共和国云南省红河哈尼族彝族自治州下属的一个少數民族自治县。全县面积1329平方千米，2020年总人口10.20万人，县人民政府驻河口镇。

## 历史沿革
西汉属牂柯郡进桑县地，东汉为进乘县。三国蜀建兴三年（225年），分牂柯郡南部置兴古郡。进乘县属之。西晋因之。西晋末宁州刺史王逊分兴古郡置梁水郡，进乘县属之。西魏-北周夺取梁的宁州之后，置南宁州（因西魏之前已将豳州改名为宁州，故加一“南”字），该州所领郡县不可考，今河口县地当属该州。隋改南宁州为南宁州总管府，唐武德七年（624年）改为南宁州都督府，贞观元年废（627年）；调露元年（679年）设安南都护府，今河口县地属之。大中八年（854年）后，为南诏拓东节度所占领，今河口、马关一代为七绾洞蛮地，亦属拓东节度。唐咸通年间，南诏分拓东节度置通海都督，今河口县地属之。大理国后期，改通海都督为秀山郡，后又分东部为最宁府，河口地区为其下辖的阿马部、阿月部属地。
元至元十一年（1274年），建立云南行省，河口地区属临安广西元江等处宣慰司临安路。明洪武十五年（1382年），改路为府，河口地区为临安府王弄山长官司地。清康熙五年（1666年），裁王弄山长官司，属开化府安平厅。
道光中期，今河口县地辟为汛地，取名河口汛，是为河口之始。光绪二十三年（1897年），设河口对汛副督办公署，由云南省直辖，河口辟为商埠，隶临安开广道。1915年，置河口对汛督办公署。1926年河口一度划为特别行政区，由省府直辖。
1950年1月设河口县，5月撤销河口对汛督办公署，设河口市，属蒙自专区。1955年改为河口县。1957年红河哈尼族彝族自治州成立，河口县属红河州。1958年撤河口县及屏边县的瑶山瑶族自治区，设河口瑶族自治县。1960年撤河口瑶族自治县及屏边苗族自治县，合设河口瑶族苗族自治县。1962年撤河口瑶族苗族自治县，恢复河口县、屏边县。1963年复设河口瑶族自治县。
1992年，设立面积4.02平方千米的河口边境经济合作区，享省级经济管理权，后改设河口边境经济贸易区。
2014年，南溪镇列为全国重点镇。

## 地理
河口县北与屏边县、马关县及个旧市接壤，西与金平县毗连，东与南则以红河、南溪河为界与越南老街省接壤。
县内地势北高南低，渐渐向东南倾斜。县内海拔最高点2363米，而南溪河、红河交汇处为最低海拔76.4米，为西南云南、贵州、四川三省的最低点。

### 气候
| 河口（1981−2010）    | 河口（1981−2010） | 河口（1981−2010） | 河口（1981−2010） | 河口（1981−2010） | 河口（1981−2010） | 河口（1981−2010） | 河口（1981−2010） | 河口（1981−2010） | 河口（1981−2010） | 河口（1981−2010） | 河口（1981−2010） | 河口（1981−2010） | 河口（1981−2010） |
| 月份                 | 1月               | 2月               | 3月               | 4月               | 5月               | 6月               | 7月               | 8月               | 9月               | 10月              | 11月              | 12月              | 全年              |
| -------------------- | ----------------- | ----------------- | ----------------- | ----------------- | ----------------- | ----------------- | ----------------- | ----------------- | ----------------- | ----------------- | ----------------- | ----------------- | ----------------- |
| 平均高温 °C（°F）    | 20.6 (69.1)       | 22.4 (72.3)       | 25.5 (77.9)       | 29.5 (85.1)       | 32.1 (89.8)       | 33.3 (91.9)       | 33.1 (91.6)       | 33.1 (91.6)       | 32.1 (89.8)       | 29.2 (84.6)       | 25.8 (78.4)       | 22.3 (72.1)       | 28.3 (82.9)       |
| 日均气温 °C（°F）    | 16.3 (61.3)       | 18.0 (64.4)       | 20.8 (69.4)       | 24.2 (75.6)       | 26.9 (80.4)       | 28.3 (82.9)       | 28.2 (82.8)       | 27.9 (82.2)       | 26.6 (79.9)       | 24.2 (75.6)       | 20.5 (68.9)       | 17.1 (62.8)       | 23.3 (73.9)       |
| 平均低温 °C（°F）    | 13.8 (56.8)       | 15.3 (59.5)       | 17.8 (64.0)       | 21.1 (70.0)       | 23.3 (73.9)       | 24.9 (76.8)       | 25.0 (77.0)       | 24.6 (76.3)       | 23.4 (74.1)       | 21.4 (70.5)       | 17.6 (63.7)       | 14.2 (57.6)       | 20.2 (68.4)       |
| 平均降水量 mm（）    | 28.4 (1.12)       | 37.7 (1.48)       | 66.0 (2.60)       | 131.2 (5.17)      | 210.9 (8.30)      | 234.2 (9.22)      | 303.9 (11.96)     | 363.1 (14.30)     | 195.4 (7.69)      | 115.5 (4.55)      | 59.8 (2.35)       | 24.0 (0.94)       | 1,770.1 (69.68)   |
| 平均相對濕度（％）   | 84                | 82                | 81                | 81                | 81                | 83                | 85                | 85                | 84                | 85                | 85                | 84                | 83                |
| 来源：中国气象数据网 |                   |                   |                   |                   |                   |                   |                   |                   |                   |                   |                   |                   |                   |

### 自然资源
矿藏主产锑矿和汉白玉大理石。
由于地处山地热带雨林，有着丰富的动、植物资源。其中鳖、黄鱼为红河特产。
主要的土特产品为香蕉、菠萝等。

## 行政区划
河口瑶族自治县下辖2个镇、3个乡、1个民族乡：
河口镇、南溪镇、老范寨乡、桥头苗族壮族乡、瑶山乡和莲花滩乡。

## 经济
2022年，河口县生产总值达122.33亿元，按可比价格计算，比上年下降4.5%。其中第一产业增加值16.90亿元，增长5.0%；第二产业增加值31.79亿元，下降19.2%；第三产业增加值73.64亿元，增长0.8%。三次产业结构为13.8∶26∶60.2。人均生产总值123,567元。城乡常住居民人均可支配收入分别为42,019元、17,612元。职工年平均工资84,957元。地方一般公共预算收入3.06亿元，人均3,089元。地方一般公共预算支出21.36亿元，人均21,574元。

## 人口
2020年第七次人口普查结果，河口瑶族自治县总人口（常住人口）共有101,971人，城镇人口61,462人（占60.27%），乡村人口40,509人（占39.73%）。共有男性54,425人、女性47,546人，性别比为114.47。0—14岁人口共19,962人（占19.58%），15—59岁人口共69,476人（占68.13%），60岁及以上人口共12,533人（占12.29%），其中65岁及以上人口共8,407人（占8.24%）。大学专科学历及以上人口有9,926人，15岁以上的文盲有4,621人，占15岁以上人口的5.63%。

## 文化
该县汉语方言分别为属西南官话的“河口云南话”和属粤语的“河口广话”两种。该县哈尼族人口为1,575人，占全县总人口的1.51%。

## 交通

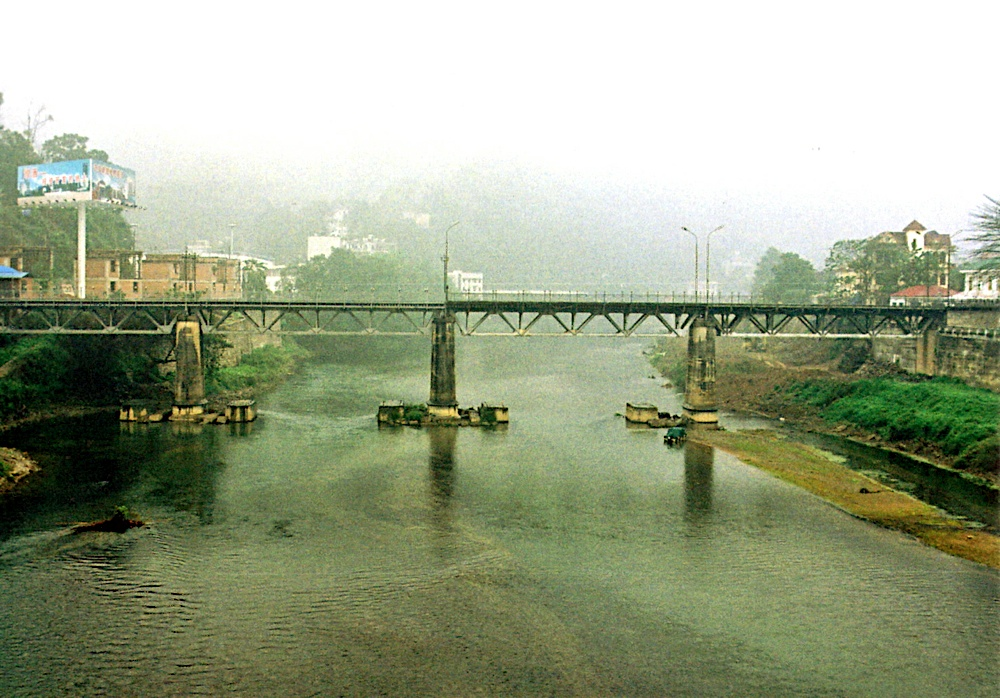
滇越铁路河口老街铁路大桥

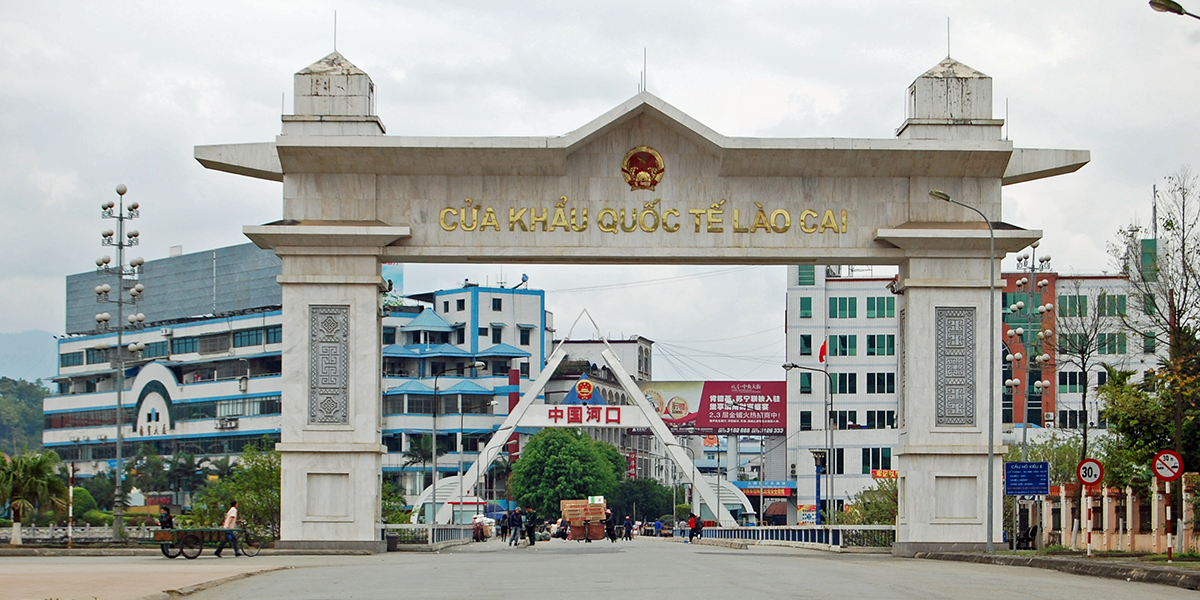
从越南老街口岸看河口口岸

是昆河铁路的终点站。连接至越南的河老铁路（越南语：／），并最终可达海防。
- 2008年开通了一条与越南老街联通的高速公路，是云南境内第一条与东盟国家联通的高速公路。
- 326国道终点。

## 友好城市
- 越南老街市[16]